# Martín Ferreyra
Arnaldo Martín Ferreyra Dean (Ceres, Provincia de Santa Fe; 31 de diciembre de 1982), conocido simplemente como Martín Ferreyra, es un piloto argentino de automovilismo. Desarrolló su carrera deportiva en categorías de turismo tanto zonales, como nacionales. 
Inició sus actividades compitiendo en la categoría zonal Turismo 4000 Santafesino, donde compitió entre los años 2008 y 2014. Tras su paso por esta categoría, su carrera continuó en la divisional zonal Top Race NOA donde debutó en el año 2015. Debido a la reestructuración del TR NOA ocurrida en 2016 y el posterior relanzamiento de la divisional Top Race Junior, continuó su carrera en esta divisional, donde a fines de año sería protagonista de un hecho inusual, al empatar en puntos con su rival Giovanni Elizalde, resolviéndose el pleito en favor de su rival debido a los resultados obtenidos a lo largo del año, debiendo conformarse Ferreyra con el subcampeonato. Tras este torneo, en 2017 volvió a presentarse en el TR Junior representando a la marca Chevrolet e identificando su unidad con el número 14. En esta temporada, tuvo finalmente su primera consagración a nivel nacional al proclamarse campeón de manera anticipada.

## Biografía
Sus inicios deportivos estuvieron ligados al automovilismo zonal, compitiendo entre los años 2008 y 2014 en el TC 4000 Santafesino, divisional perteneciente a la categoría Car Show Santafesino, donde Ferreyra desarrolló la totalidad de su participación compitiendo al comando de unidades Chevrolet Chevy. Sus actuaciones en esta divisional, lo llevaron en el año 2015 a plantearse la posibilidad de competir en la Top Race NOA, divisional zonal creada por Top Race en el año 2013 y con proyección nacional. De esta forma, el piloto de Ceres junto al equipo que lo acompañó en su incursión en el TC 4000, el JM Racing Ceres, concretaron su debut en esa categoría el 05 de octubre de 2015, conquistando el mejor registro en las sesiones clasificatorias, en su primer contacto con estas unidades. A pesar de ello, en esta primera fecha cerraron la competencia en la octava posición.
Sin embargo, no tardó mucho en llegar el primer triunfo de Ferreyra, quien a la fecha siguiente corrida el 31 de octubre de 2015 en el Autódromo Internacional de Termas de Río Hondo, conquistó su primer triunfo en esta divisional. A pesar de ello, tras esta victoria se presentó una sola vez más, culminando sexto en la carrera corrida el 1.º de noviembre de 2015, en el mismo escenario.
Luego de su estreno en el TR NOA, en el año 2016 Ferreyra decide encarar su primera temporada completa, siempre a bordo de su unidad identificada con los rasgos de diseño del modelo de producción Chevrolet Cruze I y confiando nuevamente en el trabajo del JM Racing Ceres. La temporada arrancó con tres victorias al hilo en Alta Gracia, Termas de Río Hondo y Resistencia (esta última, ya con la redenominación Top Race Junior) y cuatro podios más en Concordia, nuevamente en Termas de Río Hondo, Concepción del Uruguay y Río Cuarto, que lo pusieron como candidato firme al título, sin embargo una serie de resultados adversos lo terminaron poniendo a merced de sus rivales, cerrando el torneo empatado en puntos con el entrerriano Giovanni Elizalde, quien finalmente se terminó consagrando como campeón debido a que, a pesar de haber obtenido la misma cantidad de victorias, Elizalde ostentaba un podio más que Ferreyra, lo que terminó de inclinar la balanza en favor del piloto entrerriano.
Tras la finalización de este campeonato, Ferreyra volvió a presentarse a competir en la Top Race Junior en el año 2017, nuevamente bajo la tutela de su equipo y al comando de su misma unidad, identificada con el número 14. En esta temporada, volvió a alzarse con tres triunfos consecutivos, al cabo de las primeras cuatro fechas. Tras estas cuatro competencias, volvió a alzarse con el triunfo en la quinta fecha corrida en el Autódromo Oscar y Juan Gálvez, sumando su cuarto triunfo consecutivo. Estas cuatro victorias fueron decisivas en las aspiraciones de Ferreyra, quien en las siguientes fechas apeló a una estrategia conservadora que terminó dejando como gran resultado su coronación como el nuevo campeón de la Top Race Junior, resultado que le fue esquivo en la temporada anterior.
La obtención del título en la divisional Junior finalmente le abrió las puertas para competir en la divisional Top Race Series durante la temporada 2018. Su estreno se produjo en la primera fecha, siendo contratado por el equipo SDE Competición y volviendo a identificarse con el número 14 y con la marca Chevrolet.

## Trayectoria
| Año  | Categoría                                | Marca              |
| ---- | ---------------------------------------- | ------------------ |
| 2008 | Debut en TC 4000 Santafesino, 3 carreras | Chevrolet Chevy    |
| 2009 | TC 4000 Santafesino                      | Chevrolet Chevy    |
| 2010 | TC 4000 Santafesino                      | Chevrolet Chevy    |
| 2011 | TC 4000 Santafesino                      | Chevrolet Chevy    |
| 2012 | TC 4000 Santafesino                      | Chevrolet Chevy    |
| 2013 | TC 4000 Santafesino, 1 carrera           | Chevrolet Chevy    |
| 2014 | TC 4000 Santafesino                      | Chevrolet Chevy    |
| 2015 | Debut en Top Race NOA, 3 carreras        | Chevrolet Cruze I  |
| 2016 | Debut en Top Race Junior. Subcampeón     | Chevrolet Cruze I  |
| 2017 | Campeón de Top Race Junior               | Chevrolet Cruze I  |
| 2018 | Debut en Top Race Series                 | Chevrolet Cruze II |

### Trayectoria en Top Race
| Temporada | Categoría       | Vehículo           | Equipo          | Posición final      |
| --------- | --------------- | ------------------ | --------------- | ------------------- |
| 2015      | Top Race NOA    | Chevrolet Cruze I  | JM Racing Ceres | 12.º (36.00 puntos) |
| 2016      | Top Race Junior | Chevrolet Cruze I  | JM Racing Ceres | 2.º (118.00 puntos) |
| 2017      | Top Race Junior | Chevrolet Cruze I  | JM Racing Ceres | 1.º (140.00 puntos) |
| 2018      | Top Race Series | Chevrolet Cruze II | SDE Competición | 15.º (18.00 puntos) |

- [15]

## Palmarés
| Título     | Categoría       | Marca             | Año  |
| ---------- | --------------- | ----------------- | ---- |
| Subcampeón | Top Race Junior | Chevrolet Cruze I | 2016 |
| Campeón    | Top Race Junior | Chevrolet Cruze I | 2017 |